# フェザード
株式会社フェザードは、日本の芸能事務所。日本声優事業社協議会会員。代表者は成富聡一がつとめる。主に俳優、声優のマネージメントなどを行っている。

## 所属声優
2024年11月時点。

### 男性
- おおくぼそう

### 女性
- あらいしずか
- 寺井らん
- 大和ほなみ
- 岩元りほ
- 大野さら

## 過去に所属していた主な声優
- 粕谷幸司（フリー）
- 加藤雅美
- 香坂夏希
- 窪田吾朗
- さくらなつみ
- 櫻井智（在籍中に死去）
- 彩月ちさと（現所属：INSPIONエージェンシー）
- 鈴木みこ
- 長島伸子
- 野中カオリ
- 平居正行（現所属：ムーブマン）
- 前田愛美（現所属：ハイブシックス）
- 松本桜
- 山口キヨヒロ（現所属：エスエスピー）